# HMS Gotland (1933)
HMS Gotland, officiellt HM Kryssare Gotland, var en kryssare som tillhörde den svenska marinen. Fartyget sjösattes den 14 september 1933 och levererades den 14 december 1934. Gotland byggdes som en flygplanskryssare och hade ett flygdäck på vilket man kunde medföra åtta flygplan. Dessa sköts iväg med hjälp av en tryckluftsdriven katapult, och lyftes ombord med en lyftkran i aktern. Vid utbrottet av andra världskriget var fartyget ett av modernaste i den svenska örlogsflottan, och ingick under kriget i Kustflottan. Det var Gotland som vid en övning i Kattegatt 1941 upptäckte att de tyska fartygen Bismarck och Prinz Eugen var på väg till Norge, vilket senare kom att vidarebefordras till den brittiska marinen.
Vintern 1943-1944 hade flygets utveckling gjort Gotlands flygplan omoderna, varför man slopade flygplansutrustningen och byggde om fartyget till en kraftig luftvärnskryssare. Både före och efter andra världskriget användes Gotland som flottans långresefartyg då hon representerade Sverige och utbildade kadetter. År 1956 lades fartyget i materielberedskap där hon förblev till utrangeringen den 1 juli 1960. År 1962 såldes fartyget för upphuggning i Ystad.

## Bakgrund

### Planeringen av ett fartyg medförande flygplan
Flygets medverkan i strid hade utvecklats i snabb takt före, under och efter första världskriget. År 1915 fick marinen en egen flygavdelning, och i och med 1925 års försvarsbeslut hade flygvapnet skapats. När man först började projektera för ett fartyg medförande flygplan, avsåg man att dessa skulle användas som skydd för det egna fartygets luftförsvar, men man kom fram till att flygplanen inte var lämpade för detta. Istället skulle flygplanen användas för att understödja offensiva anfall från fartyg. De skulle kunna användas för spaning efter anfallsmål, och vid beskjutning skulle flygplanen kunna fungera som eldledare åt de egna fartygen. Vidare kunde de användas för att lägga ut dimridåer för att dölja de egna fartygen.

### Beslut

HMS Gotlands vapen.

1925 tillsattes en kommitté för att utarbeta ett förslag till en ny typ av kryssare som kunde medföra flygplan. Utredningen ansåg att det vore önskvärt att anskaffa två kryssare, och flera förslag framarbetades. Av dessa förslag blev dock inga färdigställda, eftersom man istället ville satsa på att bygga fler pansarskepp. Senare kom kommittén med ett nytt förslag, denna gång i form av en hangarkryssare där tolv flygplan kunde medföras och förvaras inombords. Eftersom flygplanen vid denna tidpunkt dock hade utvecklats så att de inte längre behövde stå inomhus, gick man även ifrån detta förslag. Istället kom man fram med ett förslag om ett fartyg på 5 500 ton som medförde åtta flygplan på akterdäck. Farten skulle bli 29 knop. Detta förslag godkändes och i riksdagen år 1927 beviljades 16,5 miljoner kronor (knappt 637 miljoner kronor i 2009 års penningvärde) för byggandet av fartyget.
När man fått in anbud från olika varv visade det sig emellertid att de pengar som hade beviljats inte skulle räcka för byggnationen av fartyget. Man blev då tvungen att göra fartyget 10 meter kortare och 700 ton lättare, och farten minskades till 27,5 knop. Vidare var man tvungen att ta bort ett av de planerade kanontornen, och man kunde bara utrusta fartyget med en flygplanskatapult, mot de två som fanns i det ursprungliga förslaget.
Efter att modifieringar i specifikationerna hade genomförts gick uppdraget att bygga fartyget till Götaverken i Göteborg.

## Konstruktion

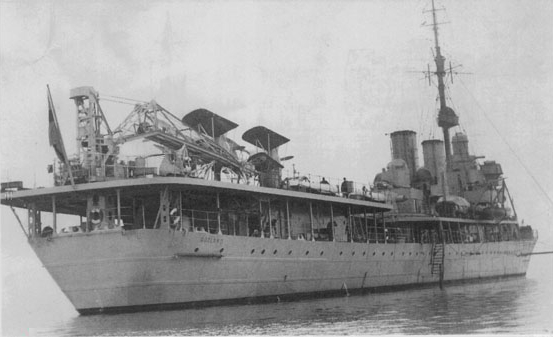
Fartyget sett akterifrån. På däcket står två flygplan med invikta vingar.

### Skrov
Gotlands skrov byggdes av nitat stål.  Från varvets sida föreslog man att svetsa skrovet, för att på så vis spara vikt, men marinen ansåg att denna metod var alltför oprövad. Efter modellprover beslutade man att skrovet för att minska vattenmotståndet skulle få en bulb, och en mycket rät vinkel mellan fartygets sidor och botten. Vidare fick fartyget ett dubbelt skrov, och var avdelat i vattentäta avdelningar.
En stor skillnad mot praxis för örlogsfartyg, var att befälens förläggning låg i fartygets förskepp, medan manskapets låg i aktern. Besättningen uppgick till 400 man.

### Maskineri
Fartygets propellermaskineri var en vidareutveckling av det som använts i jagarna i Ehrensköld-klassen. Fyra oljeeldade ångpannor av märket Penhoët levererade ånga till två ångturbiner av märket de Laval som drev var sin propeller. Varje panna och varje turbin placerades i en egen vattentät avdelning. Maskineriet producerade 33 000 hästkrafter vilket gav fartyget den projekterade farten 27,5 knop.
Elkraft genererades i fyra generatorer. Två av dessa drevs av dieselmotorer, och två av ångturbiner. Eftersom Gotland skulle användas som långresefartyg installerades även en evaporator för framställning av färskvatten från havsvatten.

### Flygplansutrustning

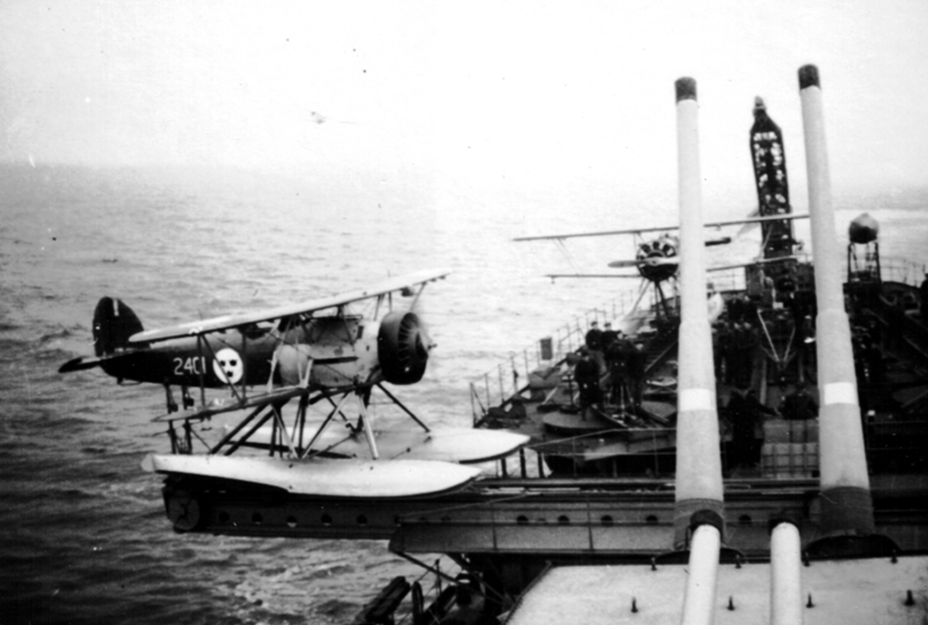
Katapulten utfälld och redo att skjuta iväg flygplan. Mellan kanonerna syns kranen som användes för att lyfta ombord flygplanen.

Aktra hälften av Gotlands däck utgjordes från början av flygstationen. Åtta flygplan kunde medföras i normala fall, och vid behov kunde ytterligare tre placeras ombord. I sådana fall kunde dock katapulten inte användas. Av den typ av flygplan som Gotland kunde medföra, S 9, kom bara sex exemplar att anskaffas. Katapulten hade i utfällt läge en 22 meter lång bana, på vilken flygplanen sköts iväg med hjälp av tryckluft med en hastighet av 100 km/h. Katapulten fick aldrig något formellt godkännande av marinförvaltningen, men den togs i bruk ändå.
Längst akterut på flygdäcket stod en lyftkran vilken användes för att lyfta ombord flygplanen igen efter att de landat på vattnet.

### Bestyckning
Huvudartilleriet bestod av sex stycken 15,2 cm kanoner m/30. Fyra av dessa satt i var sitt dubbeltorn, ett på fördäck och ett på akter om skorstenarna. De återstående två satt i var sin kasematt på vardera sidan om överbyggnaden. Dessa hade en maximal elevation av 60 grader och den maximala skottvidden var 18 000 meter. För kanonerna fanns två centralsikten, ett i fören och ett i aktern, varav det förliga främst var avsett för luftmålsbekämpning.
Fjärrluftvärnet bestod av fyra 75 mm luftvärnskanoner i ett dubbel- och två enkellavettage. De siktades med hjälp av centralsiktet och manövrerades för hand. Närluftvärnet bestod av fyra  25 mm automatkanoner m/32 som bemannades av en särskild eldledare. Dessa var placerade en på vardera sidan om bryggan och två på akter om överbyggnaden.
Torpedbestyckningen bestod av sex torpeder i två vridbara trippeltubställ, ett på vardera sidan om det aktra däckshuset. Även minor kunde medföras, vilka fälldes över akterstäven.

## Historia

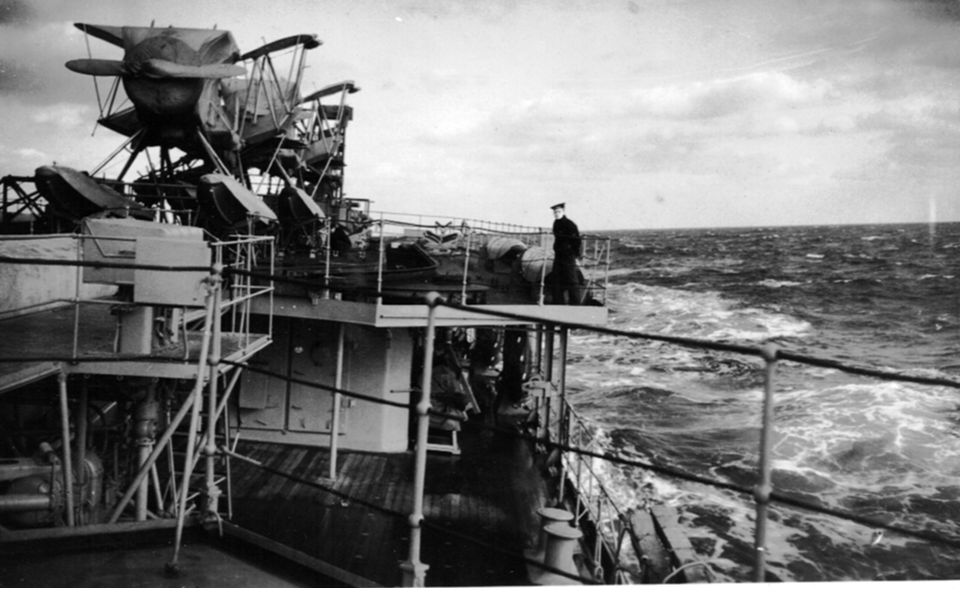
Flygstationen, som var belägen i fartygets aktra del.

Gotland sjösattes den 14 september 1933 och döptes av kronprinsen Gustav Adolf. Efter provturer och installation av katapulten kunde fartyget levereras till marinen den 14 december 1934, och dagen efter avgick man till Karlskrona för vapenprov.
Efter att hon trätt i tjänst blev Gotland chefsfartyg för Kustflottans spaningsavdelning; i avdelningen ingick även fyra jagare. Under vintrarna, vanligen mellan december och april, gick fartyget på långresor. Sju sådana kom att genomföras innan andra världskriget bröt ut.

### Andra världskriget
Vid utbrottet av andra världskriget var Gotland den enda rustade kryssaren i den svenska flottan, och likväl det mest moderna av flottans alla större fartyg. Vid den tyska invasionen av Norge och Danmark den 9 april 1940 befann fartyget sig dock på Stockholms örlogsvarv för översyn. Under kriget ingick Gotland i Kustflottan, som var den största och mest slagkraftiga delen av den svenska örlogsflottan.
I maj 1941 genomförde fartyget en skjutövning i Kattegatt, då ett av fartygets flygplan observerade det tyska slagskeppet Bismarck och den tunga kryssaren Prinz Eugen på väg mot Norge under Operation Rheinübung. HMS Gotland sände en rapport till Västkustens marindistrikt medan man längs med den svenska gränsen följde fartygen norrut. Dessa uppgifter kom sedermera fram till den brittiske marinattachén i Stockholm och vidarebefordrades till London vilket ledde fram till de sjöstrider som avslutades med Bismarcks sänkning.

### Ombyggnad

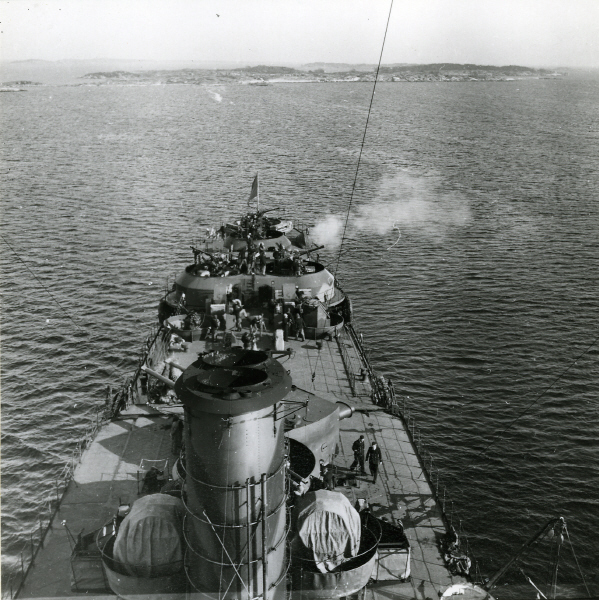
Under kriget byttes flygplansutrustningen ut mot luftvärn.

Med anledning av flygets snabba utveckling under andra världskriget blev Gotlands flygplan snabbt föråldrade. Möjligheten att ersätta dessa med andra flygplanstyper undersöktes från och med 1938. Det fanns intresse för att köpa italienska Ro.43 eller att använda redan operativa typer såsom S 12, P 7 (SAAB S17BS) eller J 8. I samband med en generalöversyn vintern 1943-1944 utredde man därför om det vore lämpligt att byta ut S 9 mot modernare flygplan. Det visade sig emellertid att detta skulle kräva att en ny katapult skulle behöva installeras, något som var omöjligt under de förhållanden som rådde under kriget. Man fattade då beslutet att helt ta bort flygplansutrustningen och ersatte den med luftvärnskanoner, då man ansåg att ett kraftigt luftvärn var mer nödvändigt. På flygdäcket installerades sex 40 mm automatkanoner i tre maskinriktade gyrostabiliserade dubbellavetage av samma typ som tidigare installerats på pansarskeppen i Sverige-klassen. Akter om dessa monterades ytterligare en 40 mm automatkanon, denna handriktad. Mellan 40 mm kanonerna och det aktra 15,2 cm kanontornet monterades dessutom två dubbla 25 mm automatkanoner, och ytterligare en uppe på det förliga 15,2 cm tornet.
Efter denna ombyggnad användes Gotland som en kraftigt bestyckad luftvärnskryssare under resten av kriget.

### Efter andra världskriget
Efter andra världskrigets slut användes Gotland som chefsfartyg vid sjökrigsskolavdelningen sommartid och återigen genomfördes långresor vintertid. Tio resor kom att genomföras efter kriget. År 1953 genomfördes ytterligare en ombyggnad av Gotland. Fartyget utrustades med en radar- och stridsledningsanläggning för att ge henne kapacitet att leda flygstyrkor. För att kompensera för den nya utrustningens vikt togs de båda kasemattmonterade 15,2 cm kanonerna bort. Även luftvärnet förändrades. Samtliga 75 mm kanoner togs bort och även de två aktra 25 mm kanonerna. Dessa ersattes av fyra 40 mm automatkanoner.

### Utrangering
År 1956, samma år som den sista modifieringen gjorts, lades Gotland i materielberedskap, där hon förblev tills hon utrangerades den 1 juli 1960. År 1962 såldes hon för upphuggning i Ystad.